# Higashi
Higashi (東村, Higashi-son) est un village situé dans le district de Kunigami, sur l'île d'Okinawa, au Japon.

## Géographie

### Situation
Le village de Higashi est situé dans le district de Kunigami, dans le nord-est de l'île d'Okinawa, au Japon.

### Démographie

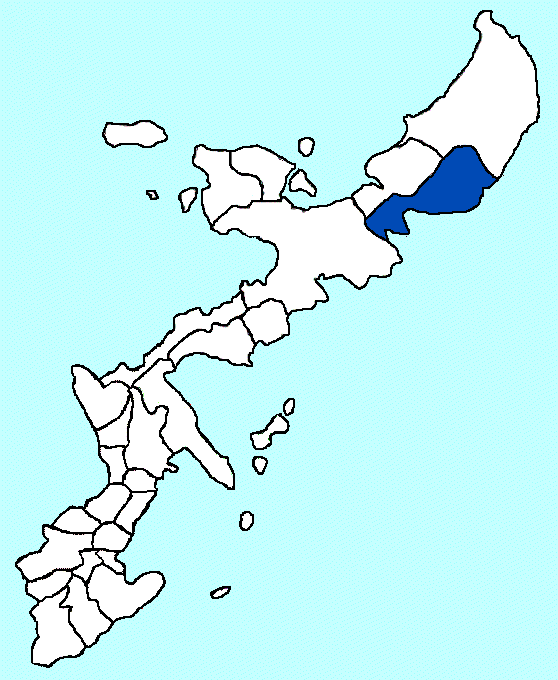
Emplacement de Higashi à Okinawa.

En 2020, le village de Higashi avait une population de 1598 habitants répartis sur une superficie de 81,75 km2 (densité de population de 20 hab./km2).

## Personnalités liées à la municipalité
- Ai Miyazato (née en 1985), golfeuse professionnelle évoluant en LPGA.

## Patrimoine culturel et naturel
- Nom (japonais) (type d’enregistrement)

### Monuments naturels
- Mangrove de la baie de Gesashi (慶佐次湾のヒルギ林?) (National)[3]
- Grand arbre toto margot Heritiera littoralis (サキシマスオウノキ?) (Municipal)
- Grand magnolia Magnolia compressa (オガタマノキ?) (Municipal)[4]